# 活出生命LIVE演唱會
活出生命LIVE演唱會（Live The Life）是香港歌手張學友于2004年10月5日于香港會議展覽中心新翼所舉行的一場慈善演唱會，演唱會只公演一場，全場爆滿，所得收入全部捐獻于慈善事業。被譽為大中華地區樂壇巨星和實力派歌手代表之一的張學友在演唱會中分別翻唱了來自澳洲，台灣，香港的流行音樂，而在加唱部分才回歸到演唱自己原唱的歌曲，從而使整場演唱會備受矚目。

## 簡介
此次演唱會張學友共翻唱了來自二十位歌手（樂隊）的經典名曲，包括已故台灣著名歌手鄧麗君的但愿人長久以及好友張國榮的《追》，陳百強的名曲《等》，亦出現了當時（2004年）的新歌，包括香港歌手古巨基的《傷追人》，以及楊千嬅的《小城大事》。他亦用不同的風格演唱了台灣歌手周杰倫的《星晴》，陶喆的《愛很簡單》以及張震嶽的《愛我別走》等歌曲，令人有耳目一新的感覺。
演唱會中張學友以一種另類的髮型從暴露給觀眾的後臺出場，透過一層玻璃，觀眾自前排觀眾席中可以清晰的看到歐丁玉等後臺工作人員忙碌的場景。而張學友則手拿一個蘋果坐在一張酒吧椅上面開始了他的演唱，并不時的在演唱過程當中吃蘋果，據他所述是因為現場錄音的關係，拿著一個蘋果顯得健康，從而消除緊張，而且蘋果可以潤喉，對演唱錄音有所幫助。從而，此次演唱會給樂迷了一個貼近自然，樸實的感覺，獲得媒體以及樂迷的贊揚。

## 工作人員
- 演唱會監製：歐丁玉
- 音樂總監：杜自持
- 鼓手：恭碩良

### 翻唱歌手及歌曲（曲目）

#### CD 1
1. First of May (原唱: Bee Gees)

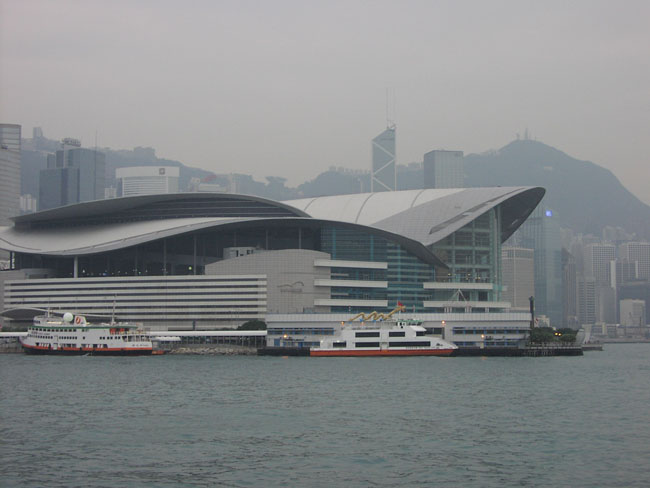
演出場地：香港會展新翼

2. 但願人長久 (原唱: 鄧麗君)
3. 眼淚 (原唱: 范曉萱)
4. 天黑黑 (原唱: 孫燕姿)
5. 聽海 (原唱: 張惠妹)
6. 約定 (原唱: 王菲)
7. 藍月亮 (原唱: 李克勤)
8. 天下無雙 (原唱: 陳奕迅)
9. 明天我要嫁給你 (原唱: 周華健)
10. 瘋了 (原唱: 林憶蓮)
11. 傷追人 (原唱: 古巨基)
12. 小城大事 (原唱: 楊千嬅)

#### CD 2
1. 星晴 (原唱: 周杰倫)
2. 愛很簡單 (原唱: 陶喆)
3. 愛我別走 (原唱: 張震嶽)
4. 愛如潮水 (原唱: 張信哲)
5. 味道 (原唱: 辛曉琪)
6. 等 (原唱: 陳百強)
7. 追 (電影《金枝玉葉》插曲) (原唱: 張國榮)
8. 情人 (原唱: Beyond)
9. 不老的傳說
10. 講你知
11. 我真的受傷了(與王菀之合唱)
12. 她來聽我的演唱會
13. 愛是永恆

## 影響
由於演唱會的大部分歌曲均不是張學友本人原唱，所以演唱方式以及曲風各異，再加上許多歌曲已經被原唱歌手唱出多年，早已深入人心，以張學友在樂壇的地位，一次性翻唱太多歌曲被認為是有一定的難度和壓力，行內以及行外亦普遍認為這對他來講是一個挑戰。此次演唱會成功后，他更加加深了在音樂發燒友心目中的影響力。
由於只公演一場，在演唱會舉辦后并未引起太大的轟動，但伴隨著CD唱片在香港以及台灣發行后，令越來越多的人開始關注這一場慈善演唱會。許多香港的樂評人撰寫文章對演唱會發表不一的評價，多數評價對於張學友的翻唱均表示認可，但亦有樂評人講出其在演唱自己的名曲《她來聽我的演唱會》時過分追求完美，反而導致了一些小瑕疵，從而使歌曲的表現有些不自然感覺產生。
香港歌手王菀之亦是受到参加此次演唱會的影響，從而步入幕前成为歌手。此前她是環球唱片公司旗下的一位詞曲作者，從未出現在幕前及被媒體曝光，多數觀眾并不認識她，她在2001年曾為張學友作了一首國語名曲《我真的受傷了》，當她在演唱會中與張學友合唱后，受到了各方关注和一致認同，并在此後正式成為環球唱片旗下的一名唱作歌手。
演唱會的CD及後來發行的DVD在香港，台灣以及中國大陸均獲得了很好的銷量，甚至於十一年後的2014年，這張唱片仍舊高居京東商城的唱片銷量榜的前十名。廣受歡迎的唱片更加在2004年年尾獲得IFPI國際唱片協會銷量統計的大獎，而此前已經完全淡出香港音樂頒獎典禮的張學友更是破天荒的出席了當晚的頒獎典禮，親身領獎。
值得一提的是，陳慧嫻復出後亦於2008年2月8至9日舉行《活出生命II》慈善演唱會，同樣不少歌曲均不是陳慧嫻本人原唱。

## 相關提名 / 獎項
- 2005年度IFPI十大銷量廣東唱片[7]